# Compagnia di Santa Maria della Neve

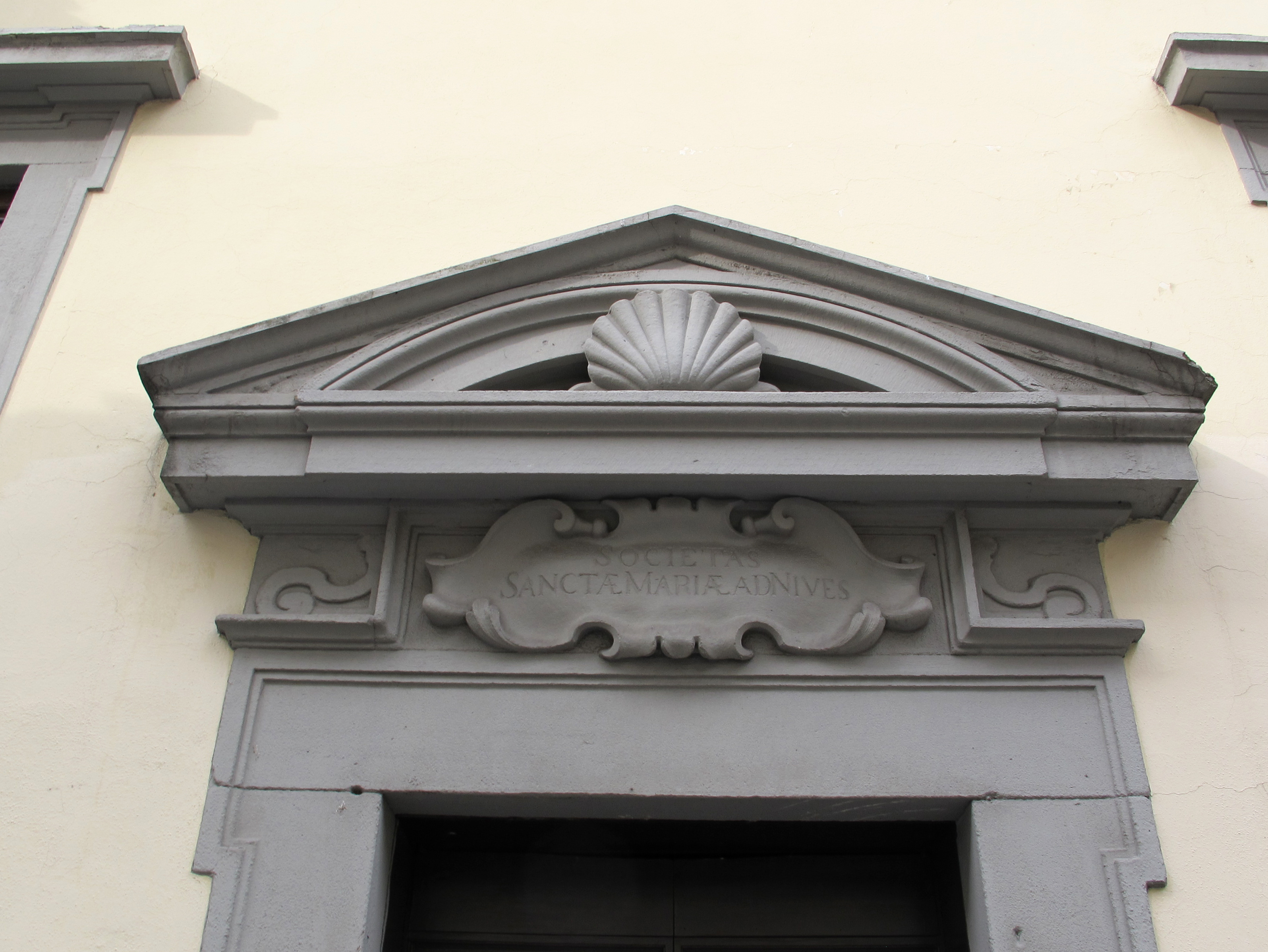
Iscrizione alla Compagnia di Santa Maria della Neve sull'oratorio in Borgo La Croce a Firenze

La Compagnia di Santa Maria della Neve era un'antica confraternita di Firenze.

## Storia
La Compagnia venne fondata il 23 maggio 1445 su iniziativa di sei artigiani, con lo scopo di condividere la preghiera e sostenersi vicendevolmente nei momenti di difficoltà fisica o finanziaria. Non aveva un carattere strettamente professionale, e accettava membri del ceto popolare, sebbene non esercitanti mestieri troppo "bassi", ai quali si rivolgeva invece la Compagnia di San Domenico della Notte (che condivideva gli stessi spazi, ma dedicandosi alla preghiera notturna). 
Vi si potevano iscrivere anche le donne, ma non potevano accedere agli incarichi.
Le riunioni ("tornate") avevano luogo la seconda e la quarta domenica del mese, oltre a tutte le feste mariane (Natività, Annunciazione, Purificazione e Assunzione) e in particolare quella di Santa Maria della Neve del 5 agosto. Ai primi di maggio veniva inoltre organizzato, solitamente, un pellegrinaggio alla Madonna dell'Impruneta. Inoltre i confratelli prendevano parte a tutte le celebrazioni speciali della chiesa di Sant'Ambrogio, tra cui la solenne processione del Miracolo. 

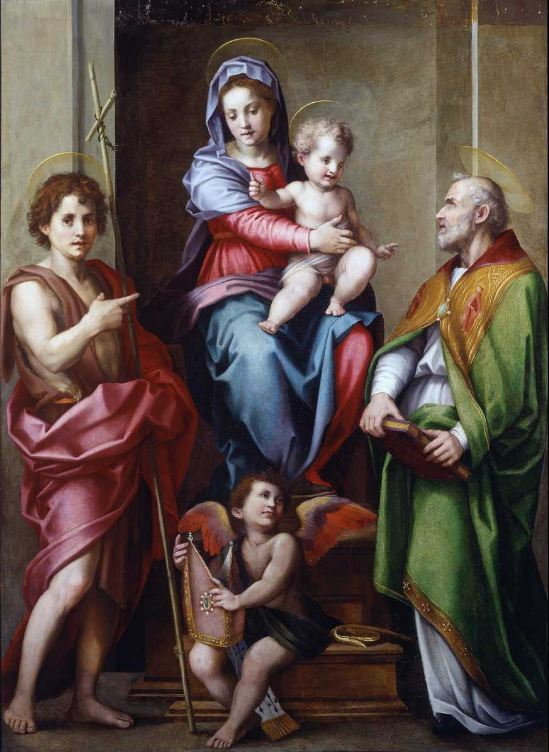
La pala di Andrea del Sarto

Per il loro oratorio i confratelli avevano commissionato importanti decorazioni, tra le quali spiccava la tavola della Madonna col Bambino tra i santi Giovanni Battista, Ambrogio e un angelo di Andrea del Sarto e bottega, che venne ceduta nel 1619 al cardinale Carlo de' Medici in cambio di una copia eseguita dall'Empoli e duecento scudi, che vennero messi a fruttare al Monte di Pietà e con i cui interessi annui (di circa 10 scudi) venivano messe su due doti per far sposare o monacare due figlie di confratelli. La pala è oggi nella collezione Alana negli Stati Uniti. 
Dalla relazione del 1783 si apprende che, tra Compagnia della Neve e di San Domenico della Notte, si contavano circa duecento confratelli
Come moltissime altre confraternite toscane, fu soppressa da Pietro Leopoldo il 21 marzo del 1785. Venne ripristinata nel 1790 ma, esaurita praticamente la propria funzione, si sciolse nel corso del XIX secolo.

## Stemma
Lo stemma della Compagnia era d'argento, con le lettere S M d N rosse disposte 1 su 3, sormontanti un giglio bianco trifogliato al naturale, movente dalla punta dello scudo. 